# Antoni Marquès i Francisca
Antoni Marquès i Francisca (Barcelona, 25 de gener de 1888 — Barcelona, 1941) fou un tenor català. Oblidat tal volta per la seva escassa presència al Liceu de Barcelona, feu una brillant carrera als principals teatres del món.

## Biografia
Va néixer al carrer Valldonzella de Barcelona, fill de Baldomer Marquès i Ferrer, natural de Vilanova i la Geltrú, i de Maria Dolors Francesca, filla de pares desconeguts, de Sant Andreu de Palomar. Pel fet de no tenir cognoms la mare va ser inscrit amb el tercer nom propi d'ella com a segon cognom: Francisca.
De família humil, després d'exercir diversos oficis ingressà, a disset anys, a l'Orfeó Català, i un any després al Conservatori del Liceu, on començà els estudis de cant com a baríton tot i que finalment es dedicà al repertori de tenor dramàtic. El 1911 anà a Milà per formar-se durant un any al costat de M. Vidal. De retorn, actuà a Saragossa (1912) a Aida i a Sant Sebastià (1913) protagonitzà Otello, paper en el qual va excel·lir. L'any 1917 va participar en l'estrena de La adúltera penitente de Joaquín Turina, una estrena que va tenir lloc al Teatre Novedades de Barcelona el 30 de juny de 1917. Es presentà per primera vegada al Gran Teatre del Liceu el 1917 i hi tornà regularment a partir de la temporada 1931-32. Aquest darrer any hi protagonitzà l'estrena al Liceu (no pas l'absoluta) de La llama, de José María Usandizaga. Durant la Guerra Civil Espanyola actuà també al Tívoli, al costat de Marcos Redondo i d'Hipòlit Lázaro.